# Olešnice (Ústí nad Labem)
Olešnice (něm. Waldschnitz) je část statutárního města Ústí nad Labem. Nachází se na východě Ústí nad Labem. V roce 2011 zde trvale žilo 89 obyvatel. Olešnice leží v katastrálním území Olešnice u Svádova o rozloze 0,82 km².

## Historie
První písemná zmínka o vesnici pochází z roku 1626.

## Obyvatelstvo
Při sčítání lidu v roce 1921 zde žilo 257 obyvatel (z toho 131 mužů), z nichž bylo sedmnáct Čechoslováků, 236 Němců a čtyři cizinci. Kromě tří evangelíků a čtyř lidí bez vyznání se hlásili k římskokatolické církvi. Podle sčítání lidu z roku 1930 měla vesnice 248 obyvatel: 33 Čechoslováků, 209 Němců a šest cizinců. Kromě římskokatolické většiny ve vsi žili tři evangelíci a 27 lidí bez vyznání.
|                                                                              | 1869 | 1880 | 1890 | 1900 | 1910 | 1921 | 1930 | 1950 | 1961 | 1970 | 1980 | 1991 | 2001 | 2011 |
| ---------------------------------------------------------------------------- | ---- | ---- | ---- | ---- | ---- | ---- | ---- | ---- | ---- | ---- | ---- | ---- | ---- | ---- |
| Obyvatelé                                                                    | 162  | 167  | 157  | 178  | 264  | 257  | 248  | 133  | 142  | 131  | 110  | 61   | 78   | 89   |
| Domy                                                                         | 30   | 31   | 31   | 29   | 39   | 40   | 41   | 40   | .    | 30   | 28   | 19   | 25   | 31   |
| Počet domů z roku 1961 je zahrnut v celkovém počtu domů místní části Svádov. |      |      |      |      |      |      |      |      |      |      |      |      |      |      |

## Pamětihodnosti
- Přírodní památka Loupežnická jeskyně